# Лаферте-Сентер, Анри II де
Герцог Анри II де Лаферте-Сентер (Сен-Нектер) (фр. Henri II de La Ferté-Senneterre (Saint-Nectaire); ок. 1599 — 27 сентября 1681), пэр Франции — французский военачальник, маршал Франции.

## Биография
Сын маркиза Анри I де Лаферте-Сентера и Маргерит де Лашатр, внук маршала де Лашатра.
Первый капитан полка графа де Суассона (1627), участвовал в осаде Ла-Рошели, взятии Прива, где он получил ранение мушкетной пулей в лицо, и подчинении Алеса, где Людовик XIII заключил мир с кальвинистами. Капитан роты шеволежеров, в 1630 году выступил на помощь осажденному испанцами Казале.
В 1632 году во время кампании в Лотарингии участвовал во взятии Муайянвика, в следующем году в осаде Трира, в ходе которой разбил отряд, шедший на помощь осажденным. В 1633 году вступил в захваченный французами Нанси, в 1635 году, после вступления Франции в Тридцатилетнюю войну, сражался в битве при Авене. В 1636 году участвовал в отвоевании Корби.
При переформировании кавалерийских рот в полки 24 января 1638 получил собственный полк.
Во время осады Эдена командовал кавалерией, отбросившей войска, направленные Пикколомини на помощь осажденным. После взятия города 30 июня 1639 Лаферте прямо на бреши был произведен королем в кампмаршалы. Под командованием маршала Ламейере 5 августа нанес поражение испанцам при Сен-Никола на реке А.
В 1640 году атаковал и взял Шиме, в ходе осады был ранен выстрелом из фальконета. Узнав, что герцог Лотарингский и Ламбуа атакуют речную переправу, Лаферте приказал перевязать раненое бедро, после чего возглавил конную атаку и заставил противника отступить с потерями. В следующем году командовал участком при осаде Эра, в 1642 году отвоевал у испанцев форты Мориль и Руж близ Кале.
В мае 1643 в битве при Рокруа командовал первым эшелоном левого крыла французской армии, был дважды ранен ударами шпаг, получил две пули из пистолета и под ним были убиты две лошади. Увлекшись атакой, попал в окружение, был ненадолго взят в плен и освобожден после капитуляции испанцев. В конце июля стал губернатором оккупированной Лотарингии и Нанси. Управлял герцогством в 1644—1645 годах, поддерживая повиновение военной силой.
Генерал-лейтенант и командующий корпусом на границе Шампани и Лотарингии (8.05.1646). 12 июля взял Лонгви. По смерти шевалье де Жоншера получил его пехотный полк (3.01.1647). Командующий армией в Шампани и Лотарингии (30.04.1647), 4 июня получил приказ вести её в Нидерланды в качестве генерал-лейтенанта маршалов Гасьона и Ранцау. На виду у неприятеля, готовившего осаду, ввел в Куртре две тысячи пехоты и пятнадцать сотен кавалерии, разбил эскорт вражеского конвоя, сжег повозки и убил восемьсот человек. 15 ноября, по смерти графа де Ла-Фёйяда, был назначен генеральным наместником Нижней Оверни, но в июне 1648 отставлен от должности.
Генерал-лейтенант во Фландрской армии герцога Энгиенского (22.03.1648), участвовал в осаде Ипра, сдавшегося 28 апреля. В битве при Лансе командовал левым крылом и разбил испанскую кавалерию, преследовал её до ворот Дуэ, где взял полторы тысячи пленных.
Генерал-лейтенант Фландрско-Шампанской армии маршала дю Плесси-Пралена (26.05.1650). Герцог Карл, пользуясь беспорядками во Франции, послал в Лотарингию графа де Линиьвиля с 4000 человек. Тот овладел Эпиналем, Шате, Нёшато, Миркуром и Линьи. Лаферте отделился от основных сил и с тремястами кавалеристами поспешил к Нанси, перехватив Шампанскую дорогу в надежде обмануть противника. Выступив с восемью сотнями конных и прикрывшись лесом, окружавшим Бар-ле-Дюк, продвинулся к этой крепости. Узнав о движении лотарингской армии к Сен-Мишелю, он предпринял ложное отступление, а затем совершил контрмарш и вернулся к своему прежнему маршруту. Граф де Линьивиль, имевший троекратный численный перевес, не озаботился разрушением моста через небольшую, но глубокую речку, отделявшую его от Лаферте, и маркиз воспользовался случаем для внезапной атаки противника, собиравшегося стать лагерем. Лотарингцы не успели построиться в боевой порядок и в бою при Ла-Валле близ Бар-ле-Дюка 9 октября потеряли 1100 человек убитыми и пленными. Затем Лаферте без сопротивления вернул несколько крепостей, осадил и взял Линьи, но был ранен в горло выстрелом из мушкета, и эта рана казалась смертельной.
5 января 1651 получил чин маршала Франции. 11 апреля был назначен командующим Лотарингско-Барской армией, 20 мая набрал пехотный полк своего имени и завершил подчинение Лотарингии, овладев Вишри, Миркуром, Водреванжем, Шате-сюр-Мозелем, сдавшимся 13 сентября, и Эпиналем, павшим около этого времени. 25 сентября набрал драгунский полк своего имени.
В 1652—1653 годах продолжил командовать в Лотарингии, вместе с маршалом Тюренном 9 июля 1653 взял Ретель, 28-го Музон. В кампанию 1654 года на 59-й день осады овладел Бельфором, вместе с маршалами Тюренном и Окенкуром 25 августа форсировал Аррасские линии, где под ним была убита лошадь, 24 ноября взял Клермон-ан-Аргон.
14 июля 1655 вместе с Тюренном взял Ландреси. Отделившись от Тюренна, переправился через Шельду у Бушена на виду у вражеской армии. Воссоединившись с Тюренном, 18 августа взял Конде, 25-го Сен-Гилен.
После смерти маршала Шомберга в июне 1656 стал губернатором и генеральным наместником областей Мессена и Верденуа и отдельно губернатором города и цитадели Меца. В ходе осады Валансьена и боев под его стенами принц Конде и дон Хуан Австрийский 16 июля штурмовали участок, занимаемый Лаферте, и разгромили его силы, убив 4 тысячи человек, и взяв в плен самого маршала, который пренебрег советами Тюренна и не выставил сторожевого охранения.
Выкупленный королем из плена, маршал 12 июня 1657 осадил Монмеди, сдавшийся находившемуся с войсками Людовику XIV 6 августа. По окончании кампании распустил свои пехотный и кавалерийский полки. В конце июля 1658 осадил Гравелин, который капитулировал 30 августа. В следующем году распустил свой драгунский полк. 31 декабря 1661 был пожалован в рыцари орденов короля.
12 августа 1665 был назначен командующим Лотарингской армией, осадил Марсаль, переданный королю 4 сентября по условиям договора с герцогом Лотарингским, которому Людовик вернул его государство.
В ноябре 1665 Людовик жалованной грамотой возвел баронию Ла-Ферте-Сентер в ранг герцогства-пэрии, что было зарегистрировано Парламентом 2 декабря. В 1671 году маршал передал свой полк сыну и удалился в замок Ла-Ферте, в четырёх лье от Орлеана, где и умер. Был погребен в часовне приходской церкви в Ла-Ферте.
Участвовавший во всех войнах своего времени, герцог испортил свою репутацию низкой завистью к Тюренну. Храбрый и предприимчивый генерал, он вызывал отвращение своей жестокостью, гордыней и жадностью. Рассказывали, что, когда Лаферте прибыл на губернаторство в Мец, местные евреи пришли поприветствовать его и выразить свое почтение. «Я не желаю видеть этих негодяев, — закричал маршал, — это те, кто убили моего Господа». Но когда ему сообщили, что эти негодяи принесли в подарок 4 000 пистолей, он, внезапно смягчившись, произнес: «Прикажите им войти, они его не знали, когда распинали».

## Семья
1-я жена: Шарлотта де Бов (ум. 1654), дочь Анри де Бова, сеньора де Контенана, кампмаршала и государственного советника, и Филиппы де Шатобриан, вдова Филиппа Баржо, барона де Мусси. Брак бездетный
2-я жена (25.04.1655): Мадлен д’Анжен (ок. 1629—16.03.1714), дама де Ла-Луп, дочь Шарля д’Анжена, сеньора де Ла-Лупа, барона д’Амбревиля, и Мари дю Ренье
Дети:
- герцог Анри-Франсуа (23.01.1657—1.08.1703). Жена (1675): Мари-Габриель-Анжелика де Ламот (ум. 1726), дочь Филиппа де Ламот-Уданкура, герцога де Кардоны, и Луизы де При
- N (ум. 1658), не успел получить имя
- Луи (2.06.1659—7.05.1732), сеньор де Ла-Луп, иезуит (1676)
- Катрин-Генриетта (03.1662—?). Муж: Франсуа де Бюйон, маркиз де Лоншен
- Аннибаль-Ив (Жюль, Жюльен) (6.08.1665—1702), мальтийский рыцарь и аббат Сен-Жан-д’Анжели (1678). Умер в море
- Сесиль-Аделаида (2.10.1673—14.01.1720), демуазель де Ла-Луп. Муж (06.1693): маркиз Луи-Сезар де Рабоданж